# Magnus Lorentz Ekelund
Magnus Lorentz Ekelund, född 10 juli 1777 i Kristinehamns församling, Värmlands län, död 12 juni 1850 i Hedvigs församling, Östergötlands län, var en svensk brukspatron, grosshandlare, riksdagsledamot och politiker.

## Biografi
Magnus Lorentz Ekelund föddes 1777 i Kristinehamns församling. Han var son till kyrkoherden Lars Ekelund (1721–1786) och Brita Helena Engelgren i Dals-Eds församling. Ekelund arbetade som grosshandlare och brukspatron i Norrköping. Han avled 1850 i Hedvigs församling.
Ekelund var riksdagsledamot för borgarståndet i Norrköping vid riksdagen 1817–1818 och riksdagen 1823.
Han var även Riddare av Vasaorden och rådman i Norrköping. Han ägde Hults bruk , Rodga, Ysunda, Frö och Ryd (Östergötland), samt en gård i Norrköping.[källa behövs]

### Familj
Ekelund gifte sig 1803 med Aurora Beata Pamp (1783–1845). De fick tillsammans sonen brukspatronen William Magnus Ekelund.